# Lempaut
Lempaut település Franciaországban, Tarn megyében. Lakosainak száma 883 fő (2022. január 1.). Lempaut Blan, Lagardiolle, Lescout, Puylaurens, Saint-Avit és Saint-Germain-des-Prés községekkel határos.

## Népesség
A település népességének változása:
| Lakosok száma | 822  | 856  | 875  | 868  | 884  | 889  | 894  | 889  | 883  |
|               | 2013 | 2015 | 2016 | 2017 | 2018 | 2019 | 2020 | 2021 | 2022 |